# Коларовский сельский совет (Приморский район)
Коларовский сельский совет (укр. Коларівська сільська рада) — входит в состав
Приморского района
Запорожской области
Украины.
Административный центр сельского совета находится в селе
Болгарка.

## История
- 1862 — дата образования.

## Населённые пункты совета
- село Болгарка